# Sporting Kansas City
Sporting Kansas City (tidigare namn Kansas City Wiz och Kansas City Wizards) är en professionell fotbollsklubb i Kansas City i Kansas i USA som spelar i Major League Soccer (MLS).
Klubben har varit med i MLS sedan första säsongen 1996. Klubben hette dock Kansas City Wiz första året man spelade och därefter Kansas City Wizards till och med 2010. Klubben vann mästerskapet i MLS, MLS Cup, 2000 och 2013, medan man förlorade finalen 2004 mot D.C. United. Klubbens färger är blått och vitt.
Klubbens hemmaarena är från och med säsongen 2011 Children's Mercy Park med plats för knappt 18 500 åskådare. Dessförinnan spelade klubben i bland annat Arrowhead Stadium, en arena för amerikansk fotboll i Kansas City i Missouri som tar 80 000 åskådare och delades med NFL-klubben Kansas City Chiefs.

## Truppen
Uppdaterad trupp: 2021-10-29
| Nr | Land      | Pos | Namn                       |
| -- | --------- | --- | -------------------------- |
| 1  | USA       | MV  | John Pulskamp              |
| 2  | USA       | F   | Jaylin Lindsey             |
| 3  | Spanien   | F   | Andreu Fontàs              |
| 4  | Kroatien  | F   | Roberto Punčec             |
| 5  | Frankrike | F   | Nicolas Isimat-Mirin       |
| 6  | Spanien   | MF  | Ilie Sánchez               |
| 7  | Skottland | A   | Johnny Russell (Lagkapten) |
| 8  | USA       | F   | Graham Zusi                |
| 9  | Mexiko    | A   | Alan Pulido                |
| 11 | USA       | A   | Khiry Shelton              |
| 13 | USA       | F   | Amadou Dia                 |
| 15 | Honduras  | MF  | Roger Espinoza             |
| 16 | USA       | F   | Graham Smith               |
| 17 | Israel    | MF  | Gadi Kinda                 |
| 19 | USA       | MF  | Grayson Barber             |

| Nr | Land      | Pos | Namn             |
| -- | --------- | --- | ---------------- |
| 20 | Ungern    | A   | Dániel Sallói    |
| 21 | USA       | MF  | Felipe Hernández |
| 22 | USA       | MV  | Kendall McIntosh |
| 24 | USA       | F   | Kayden Pierre    |
| 25 | USA       | A   | Ozzie Cisneros   |
| 28 | USA       | MF  | Cameron Duke     |
| 29 | USA       | MV  | Tim Melia        |
| 31 | USA       | MV  | Brooks Thompson  |
| 32 | Italien   | MF  | José Mauri       |
| 36 | Portugal  | F   | Luís Martins     |
| 41 | USA       | MV  | Parker Siegfried |
| 46 | USA       | MF  | Jake Davis       |
| 48 | USA       | F   | Kaveh Rad        |
| 54 | Frankrike | MF  | Rémi Walter      |
| 96 | USA       | A   | Wilson Harris    |

### Utlånade spelare
| Nr | Land | Pos | Namn                                          |
| -- | ---- | --- | --------------------------------------------- |
| 23 | USA  | A   | Tyler Freeman (i Karlsruhe till 30 juni 2022) |